# Carcharhinus amboinensis
Carcharhinus amboinensis е вид пилозъба акула от семейство Сиви акули (Carcharhinidae).

## Разпространение и местообитание
Видът е разпространен в Австралия, Йемен, Индия, Индонезия, Мадагаскар, Мозамбик, Нигерия, Пакистан, Сомалия, Шри Ланка и Южна Африка.
Обитава крайбрежията на сладководни и полусолени басейни, океани, морета, заливи, рифове и реки в райони с тропически и субтропичен климат. Среща се на дълбочина от 35,5 до 150 m, при температура на водата от 25,7 до 26,5 °C и соленост 35,1 ‰.

## Описание
На дължина достигат до 2,8 m.